# Arthur-Louis Letacq
Arthur-Louis Letacq, né le 20 octobre 1855 à Heugon et mort le 13 octobre 1923 à Alençon, est un prêtre catholique et naturaliste français.

## Biographie
Arthur-Louis Letacq fait ses études au séminaire de Sées. Il est professeur au collège de Mortagne-au-Perche puis curé de Saint-Germain-d'Aunay et de Ticheville. À partir de 1890, il est aumônier des Petites Sœurs des pauvres d'Alençon.
S’occupant de botanique, entomologie, zoologie, géologie, mais également d’histoire locale, il est l’auteur de nombreuses brochures sur la faune et la flore normandes, et de près de 800 publications.
Il est président de la Société linnéenne de Normandie. Il est membre de la Société botanique de France, de la Société des sciences naturelles de l'Ouest de la France (d), de la Société historique et archéologique de l'Orne, de la Société linnéenne de Lyon, de la Société des amis des sciences naturelles et du muséum de Rouen et de la Société mycologique de France.
En 1909, il est élu membre correspondant de la Société nationale des sciences naturelles et mathématiques de Cherbourg. Il faisait également partie de la Commission des sites et monuments naturels de caractère artistique par désignation du Conseil général de l’Orne.
Ses obsèques sont célébrées dans l'église Saint-Pierre d'Alençon.
En 2015, les archives départementales de l'Orne lui consacrent une exposition.

## Distinctions
- Officier d'académie (1911)

## Publications partielles
- Inventaire des plantes phanérogames et cryptogames vasculaires croissant spontanément ou cultivées en grand dans le département de l'Orne, Société des Amis des sciences naturelles de Rouen, 1906-1910.
- Souvenirs d'enfance et d'adolescence de l'abbé Turcan, 1916.
- Note sur les campagnols des environs d'Alençon, 1915.
- L'If et le sapin ("Taxus baccata" L. et "Abies pectinata" Dc.) sont-ils indigènes en Normandie ?, 1912.
- Notice sur le P. Debreyne, médecin de la Grande-Trappe (Orne), 1912.
- Catalogue des Limaciens des environs d'Alençon, 1912.
- Sur la découverte de l'argyronète faite en 1744 aux environs du Mans, 1909.
- Notice sur la vie et les travaux de M. Eugène Niel, 1906.
- M. l'abbé Boulay, 1906.
- Le Grand corbeau ("Corvus corax" L.) dans la forêt de Perseigne (Sarthe), 1905.
- Zoologie agricole du département de l'Orne, vertébrés, 1905.
- Notice bibliographique sur M. l'abbé Chichou, curé-doyen d'Exmes, auteur d’Éléments d'histoire naturelle, 1905.
- Canton de Gacé. Essai de bibliographie cantonale, 1902.
- Essai de bibliographie cantonale, 1902.
- Notice sur M. l'abbé Hommey, prêtre auxiliaire à St-Léonard d'Alençon, auteur de l'Histoire générale du diocèse de Séez, 1900.
- Notice sur la constitution géologique et la flore des étangs du Mortier et des Rablais (Sarthe), 1896.
- Matériaux pour servir à la faune des vertébrés du département de l'Orne, 1896.
- Notice sur la flore populaire des environs d'Alençon et de Carrouges (Orne), 1895.
- Notice sur les travaux scientifiques de Guettard, aux environs d'Alençon et de Laigle (Orne), 1891.
- Notice sur la géographie botanique des environs de Sées, 1890.
- Les Spores des sphaignes, d'après les récentes observations de M. Warnstorf, 1889.
- Note sur les mousses et les hépatiques des environs de Bagnoles, et observations sur la végétation bryologique des grès quartzeux siluriens dans le département de l'Orne, 1889.
- Recherches sur la distribution géographique des Muscinées dans le département de l'Orne et catalogue méthodique des espèces récoltées dans cette région, 1885.
- Considérations sur la géographie botanique du département de l'Orne.
- Note sur le gui de chêne trouvé à Oisseaux-le-Petit (Sarthe).
- Les Études scientifiques dans le département de l'Orne.